# Ciutadella de Menorca
Ciutadella de Menorca, antigament Menorca i correntment només Ciutadella, és la ciutat més poblada de Menorca (30.588 habitants el 2020 segons l'INE), i seu del bisbat de l'illa; fins a 1714 va ser residència del governador britànic de l'illa, així com de la Universitat General de Menorca.
Al llarg dels segles, els diferents pobladors li han donat diversos noms: Jamma, Iamo, Iamona, Medina Minurka. Però va ser a partir del 17 de gener de 1287, arran de la incorporació de Menorca a la cultura cristiana i europea, amb la conquesta d'Alfons III, que s'imposà el nom actual —topònim que, etimològicament, prové del llatí civitatella, diminutiu de civitas (ciutat). Tot i això, aquest nom ja prevalia entre la població romanitzada i els mossàrabs menorquins anteriors a la conquesta cristiana per part de la Corona d'Aragó.

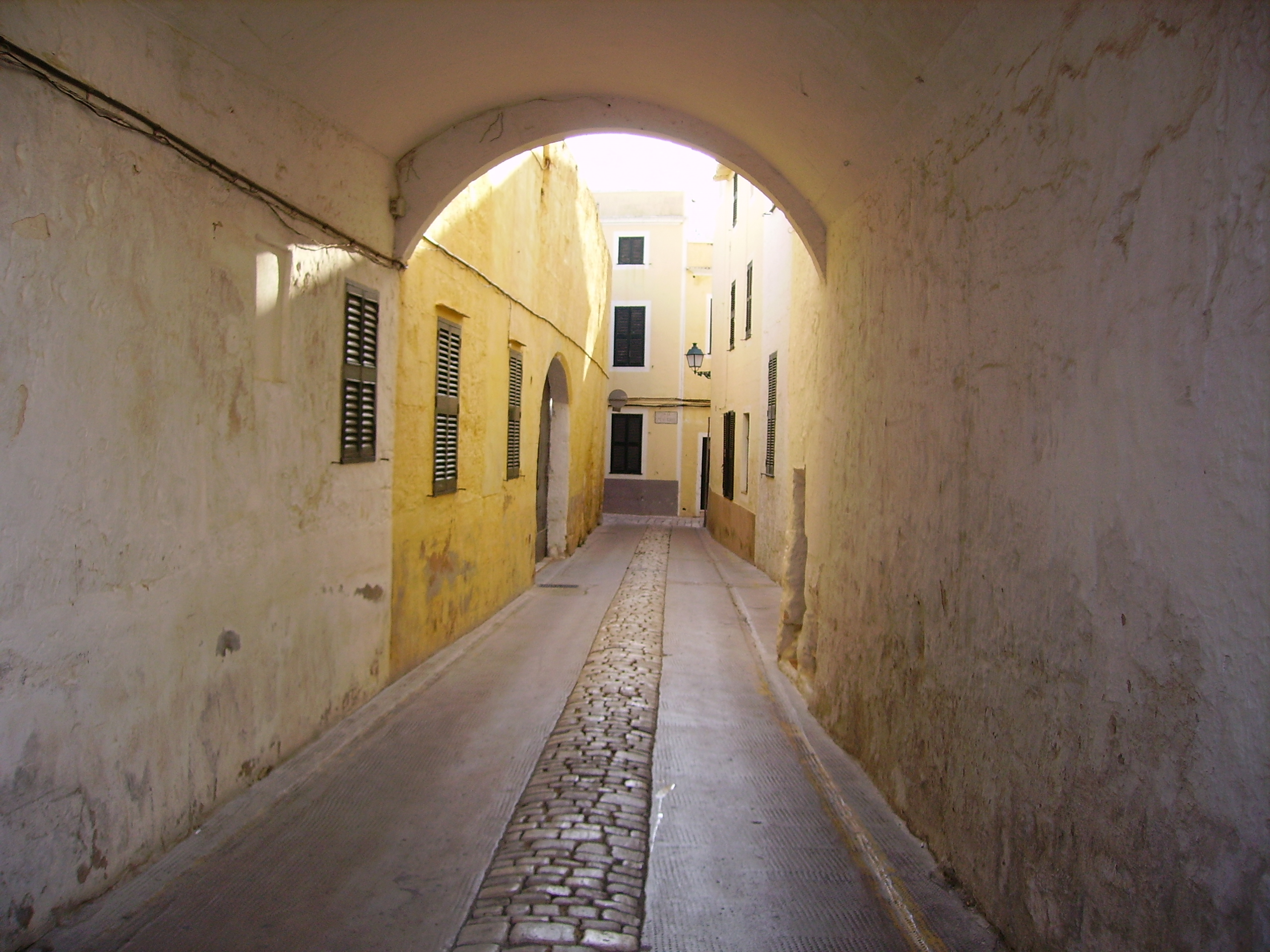
Carrer de Ciutadella de Menorca

## Història
Ciutadella és una de les ciutats més antigues de l'illa de Menorca. A prop del nucli actual trobem assentaments amb els primers pobladors, de la cultura talaiòtica i també un probable assentament fenici. En aquest sentit, hi ha una presència abundant de restes arqueològiques de la cultura talaiòtica dins del terme municipal de Ciutadella. La construcció més coneguda és la Naveta des Tudons, situada a la carretera entre Ciutadella i Maó. Les navetes funeràries són un tipus de monument funerari exclusiu de Menorca. Es tracta de sepulcres col·lectius, que van estar en ús a la fi de l'edat del bronze.
De l'època talaiòtica cal destacar també les restes del poblat de Son Catlar —amb una muralla ciclòpia de vora un quilòmetre de longitud—, i els poblats de Torretrencada i Torrellafuda. Tots aquests poblats conserven les seues taules, construccions religioses també exclusives de Menorca, però només a Torretrencada es conserva de manera íntegra. Tots aquests poblats també conserven talaiots, les grans torres que donen nom a la cultura talaiòtica. Així mateix, a la cala Morell es pot visitar una necròpoli de coves de l'època talaiòtica i un poblat de navetes d'habitació o naviformes, d'època pretalaiòtica: el poblat de Cala Morell.
La història de Ciutadella, juntament amb la resta de Menorca, ha estat impregnada per les diferents cultures que han anat governant la península Ibèrica. Des dels romans —que fundaren l'actual Ciutadella (anomenada Iamo)— fins als vàndals, passant per l'Imperi Romà d'Orient (534) fins a arribar a la dominació islàmica (durant la qual s'anomenà Medina Manurqa). Durant aquesta època (segles IX i XI), es va acabar de configurar una gran part de l'actual traçat dels carrers de Ciutadella, al voltant de l'antiga Mesquita major. La ciutat va ser reconquerida pel rei Alfons III l'any 1287 i posteriorment, repoblada per habitants del nord de Catalunya
El matí del 30 de juny de 1558, l'armada otomana desembarcava entre 12.000 i 15.000 homes mentre que els habitants de l'illa eren 10.000, 4.000 dels quals a la Ciutadella, que el dia anterior van ser rebutjades des del castell de Sant Felip de Maó, i assetjaren i destruïren la ciutat, amb la pèrdua d'uns 5.000 habitants entre morts i captius, que foren duts a Constantinoble i tractats d'esclaus, en el que és conegut com l'Any de sa Desgràcia.
El nucli antic de la ciutat va romandre protegit per una muralla, fins a finals del segle xix, l'origen de la qual cal buscar-lo a l'època romana i àrab; i va ser reforçada després de la reconquesta, parcialment destruïda durant l'Any de sa Desgràcia i reconstruïda durant el segle xvii. Actualment només se'n conserven dos baluards: el bastió de sa Font i l'antic bastió del Governador, situat darrere de l'Ajuntament. Durant els segles xvii i xviii es van construir nombrosos palaus i esglésies a l'interior de les muralles.

## Clima
El clima de Ciutadella és de tipus mediterrani, amb estius calorosos i hiverns suaus. Com que l'illa de Menorca és la més septentrional de les Illes Balears, les precipitacions són una mica superiors a la mitjana de l'arxipèlag però, tot i així, són pràcticament inexistents a l'estiu. Ciutadella té una mitjana d'aproximadament 600 mm anuals. Atès que Ciutadella es troba en la part occidental de l'illa, sovint apareixen vents que a l'hivern poden arribar als 110km/hora. Ciutadella té una temperatura mitjana d'uns 16-18 °C; les temperatures màximes oscil·len entre els 35 °C i les temperatures mínimes, entre els 4 °C a l'hivern. En algunes ocasions poden arribar a temperatures inferiors als 2 °C.

## Entitats de població
| Entitat de població   | Habitants (2005) |
| --------------------- | ---------------- |
| Almudaina             | 62               |
| Barranc d'Algendar    | 90               |
| Ciutadella de Menorca | 20.099           |
| Sant Joan de Missa    | 329              |
| Santandria            | 3.347            |
| Son Morell            | 330              |
| Torre Saura           | 53               |
| Torre Trencada        | 44               |
| Tres Alqueries        | 2.413            |
| Tudons                | 194              |
| la Vall               | 11               |
| Font: Idescat         |                  |

## Política i govern
| Legislatura | Període | Alcalde o alcaldessa | Partit polític | Govern | O |
| --- | --- | --- | --- | --- | - |
| I | 1979 - 1983 | Joan Sintes Anglada | | |   |
| II | 1983 - 1987 | Antoni Orell Calafat | | |   |
| III | 1987 - 1991 | Antoni Salvador Caules | | |   |
| IV | 1991 - 1995 | Josep Carretero Febrer | | |   |
| V | 1995 - 1999 | Gabriel Allés Vázquez (1995 - 1996) | | | 1 |
| V | 1995 - 1999 | Assumpta Vinent Barceló (1996 - 1999) | | | 1 |
| VI | 1999 - 2003 | Pau Lluís Lluch Mesquida | INME | Govern INME, PSOE i PSM |   |
| VII | 2003 - 2007 | Llorenç Brondo Jover | | |   |
| VIII | 2007 - 2011 | Llorenç Brondo Jover (2007 - 2009) | | Govern PP i UPCM | 2 |
| VIII | 2007 - 2011 | Pilar Carbonero Sánchez (2009 - 2011) | | Govern PSOE, PSM i UPCM | 2 |
| IX | 2011 - 2015 | José María de Sintas Zaforteza (2011 - 2014) | | Govern en minoria | 3 |
| IX | 2011 - 2015 | Ramón Sampol Antich (2014 - 2015) | | Govern en minoria | 3 |
| X | 2015 - 2019 | Joana Maria Gomila Lluch | | Govern PSM, PSOE i GxC |   |
| XI | 2019 - 2023 | Joana Maria Gomila Lluch | | Govern PSM, PSOE i GxC |   |
| XII | 2023 - actualitat | Juana Mari Pons Torres (2023 - 2024) | | Govern en minoria | 4 |
| XII | 2023 - actualitat | Llorenç Ferrer Monjo | | Govern PSOE, PSM i CE | 5 |
| Observacions | | | | |   |
| El 3 d’abril, Gabriel allès dimiteix com a batle i regidor de Ciutadella. Dia 29 del mateix mes, Assumpta Vinent fou elegida batlessa amb el suport dels crítics, que acceptaren a canvi de quedar-se les àrees de gestió d’abans de la crisi interna de l'equip de govern. | El 3 d’abril, Gabriel allès dimiteix com a batle i regidor de Ciutadella. Dia 29 del mateix mes, Assumpta Vinent fou elegida batlessa amb el suport dels crítics, que acceptaren a canvi de quedar-se les àrees de gestió d’abans de la crisi interna de l'equip de govern. | El 3 d’abril, Gabriel allès dimiteix com a batle i regidor de Ciutadella. Dia 29 del mateix mes, Assumpta Vinent fou elegida batlessa amb el suport dels crítics, que acceptaren a canvi de quedar-se les àrees de gestió d’abans de la crisi interna de l'equip de govern. | El 3 d’abril, Gabriel allès dimiteix com a batle i regidor de Ciutadella. Dia 29 del mateix mes, Assumpta Vinent fou elegida batlessa amb el suport dels crítics, que acceptaren a canvi de quedar-se les àrees de gestió d’abans de la crisi interna de l'equip de govern. | El 3 d’abril, Gabriel allès dimiteix com a batle i regidor de Ciutadella. Dia 29 del mateix mes, Assumpta Vinent fou elegida batlessa amb el suport dels crítics, que acceptaren a canvi de quedar-se les àrees de gestió d’abans de la crisi interna de l'equip de govern. | 1 |
| El 16 de març de 2009 sortí endavant la moció de censura presentada pel PSOE, PSM i UPCM amb 11 vots a favor i 10 en contra. En conseqüència, fou nomenada nova batlessa de Ciutadella, la socialista Pilar Carbonero Sánchez. | El 16 de març de 2009 sortí endavant la moció de censura presentada pel PSOE, PSM i UPCM amb 11 vots a favor i 10 en contra. En conseqüència, fou nomenada nova batlessa de Ciutadella, la socialista Pilar Carbonero Sánchez. | El 16 de març de 2009 sortí endavant la moció de censura presentada pel PSOE, PSM i UPCM amb 11 vots a favor i 10 en contra. En conseqüència, fou nomenada nova batlessa de Ciutadella, la socialista Pilar Carbonero Sánchez. | El 16 de març de 2009 sortí endavant la moció de censura presentada pel PSOE, PSM i UPCM amb 11 vots a favor i 10 en contra. En conseqüència, fou nomenada nova batlessa de Ciutadella, la socialista Pilar Carbonero Sánchez. | El 16 de març de 2009 sortí endavant la moció de censura presentada pel PSOE, PSM i UPCM amb 11 vots a favor i 10 en contra. En conseqüència, fou nomenada nova batlessa de Ciutadella, la socialista Pilar Carbonero Sánchez. | 2 |
| El 2 de juliol de 2014 es produeix la renúncia del batle electe, el Sr. José María de Sintas Zaforteza per motius personals. Dimití arran de la mort d’una turista després de l'accident ocorregut durant els Jocs des Pla de les festes de Sant Joan del mateix any. Fou substituït pel regidor d'Urbanisme, el Sr. Ramón Sampol Antich, el qual prengué possessió del càrrec el 31 de juliol de 2014. | El 2 de juliol de 2014 es produeix la renúncia del batle electe, el Sr. José María de Sintas Zaforteza per motius personals. Dimití arran de la mort d’una turista després de l'accident ocorregut durant els Jocs des Pla de les festes de Sant Joan del mateix any. Fou substituït pel regidor d'Urbanisme, el Sr. Ramón Sampol Antich, el qual prengué possessió del càrrec el 31 de juliol de 2014. | El 2 de juliol de 2014 es produeix la renúncia del batle electe, el Sr. José María de Sintas Zaforteza per motius personals. Dimití arran de la mort d’una turista després de l'accident ocorregut durant els Jocs des Pla de les festes de Sant Joan del mateix any. Fou substituït pel regidor d'Urbanisme, el Sr. Ramón Sampol Antich, el qual prengué possessió del càrrec el 31 de juliol de 2014. | El 2 de juliol de 2014 es produeix la renúncia del batle electe, el Sr. José María de Sintas Zaforteza per motius personals. Dimití arran de la mort d’una turista després de l'accident ocorregut durant els Jocs des Pla de les festes de Sant Joan del mateix any. Fou substituït pel regidor d'Urbanisme, el Sr. Ramón Sampol Antich, el qual prengué possessió del càrrec el 31 de juliol de 2014. | El 2 de juliol de 2014 es produeix la renúncia del batle electe, el Sr. José María de Sintas Zaforteza per motius personals. Dimití arran de la mort d’una turista després de l'accident ocorregut durant els Jocs des Pla de les festes de Sant Joan del mateix any. Fou substituït pel regidor d'Urbanisme, el Sr. Ramón Sampol Antich, el qual prengué possessió del càrrec el 31 de juliol de 2014. | 3 |
| Les eleccions del 28 de maig del 2023 deixaren un consistori de majoria progressista: 11 regidors d'esquerres (5 del PSOE, 5 del PSM i 1 de Ciutadella Endavant) i 10 regidors de dretes (9 del PP i 1 de VOX). Després de les desavinences per arribar un acord els partits d'esquerres, el 17 de juny de 2023 és investida batlessa de l'Ajuntament de Ciutadella la Sra. Juana Mari Pons Torres del Partit Popular, com a candidata de la llista més votada, i, per tant, conformà un govern en minoria. | Les eleccions del 28 de maig del 2023 deixaren un consistori de majoria progressista: 11 regidors d'esquerres (5 del PSOE, 5 del PSM i 1 de Ciutadella Endavant) i 10 regidors de dretes (9 del PP i 1 de VOX). Després de les desavinences per arribar un acord els partits d'esquerres, el 17 de juny de 2023 és investida batlessa de l'Ajuntament de Ciutadella la Sra. Juana Mari Pons Torres del Partit Popular, com a candidata de la llista més votada, i, per tant, conformà un govern en minoria. | Les eleccions del 28 de maig del 2023 deixaren un consistori de majoria progressista: 11 regidors d'esquerres (5 del PSOE, 5 del PSM i 1 de Ciutadella Endavant) i 10 regidors de dretes (9 del PP i 1 de VOX). Després de les desavinences per arribar un acord els partits d'esquerres, el 17 de juny de 2023 és investida batlessa de l'Ajuntament de Ciutadella la Sra. Juana Mari Pons Torres del Partit Popular, com a candidata de la llista més votada, i, per tant, conformà un govern en minoria. | Les eleccions del 28 de maig del 2023 deixaren un consistori de majoria progressista: 11 regidors d'esquerres (5 del PSOE, 5 del PSM i 1 de Ciutadella Endavant) i 10 regidors de dretes (9 del PP i 1 de VOX). Després de les desavinences per arribar un acord els partits d'esquerres, el 17 de juny de 2023 és investida batlessa de l'Ajuntament de Ciutadella la Sra. Juana Mari Pons Torres del Partit Popular, com a candidata de la llista més votada, i, per tant, conformà un govern en minoria. | Les eleccions del 28 de maig del 2023 deixaren un consistori de majoria progressista: 11 regidors d'esquerres (5 del PSOE, 5 del PSM i 1 de Ciutadella Endavant) i 10 regidors de dretes (9 del PP i 1 de VOX). Després de les desavinences per arribar un acord els partits d'esquerres, el 17 de juny de 2023 és investida batlessa de l'Ajuntament de Ciutadella la Sra. Juana Mari Pons Torres del Partit Popular, com a candidata de la llista més votada, i, per tant, conformà un govern en minoria. | 4 |
| El 19 de juliol de 2024, en sessió extraordinària, prospera la moció de censura presentada conjuntament pel PSOE, PSM i Ciutadella Endavant amb 11 vots a favor i 10 en contra. D’aquesta forma, queda investit nou alcalde de l’Ajuntament de Ciutadella el regidor socialista Sr. Llorenç Ferrer Monjo, qui ocupà el númmero 3 de la candidatura municipal. L’acord subscrit entre les tres formacions progressistes ratifica que els tres anys de mandat restants, es dividirà l’alcaldia entre el PSOE i el PSM. Així, el Sr. Llorenç Ferrer Monjo serà l’alcalde fins al 31 de gener de 2026, quan serà investida alcaldessa la candidata i portaveu del PSM, la Sra. Maria Jesús Bagur Benejam. | El 19 de juliol de 2024, en sessió extraordinària, prospera la moció de censura presentada conjuntament pel PSOE, PSM i Ciutadella Endavant amb 11 vots a favor i 10 en contra. D’aquesta forma, queda investit nou alcalde de l’Ajuntament de Ciutadella el regidor socialista Sr. Llorenç Ferrer Monjo, qui ocupà el númmero 3 de la candidatura municipal. L’acord subscrit entre les tres formacions progressistes ratifica que els tres anys de mandat restants, es dividirà l’alcaldia entre el PSOE i el PSM. Així, el Sr. Llorenç Ferrer Monjo serà l’alcalde fins al 31 de gener de 2026, quan serà investida alcaldessa la candidata i portaveu del PSM, la Sra. Maria Jesús Bagur Benejam. | El 19 de juliol de 2024, en sessió extraordinària, prospera la moció de censura presentada conjuntament pel PSOE, PSM i Ciutadella Endavant amb 11 vots a favor i 10 en contra. D’aquesta forma, queda investit nou alcalde de l’Ajuntament de Ciutadella el regidor socialista Sr. Llorenç Ferrer Monjo, qui ocupà el númmero 3 de la candidatura municipal. L’acord subscrit entre les tres formacions progressistes ratifica que els tres anys de mandat restants, es dividirà l’alcaldia entre el PSOE i el PSM. Així, el Sr. Llorenç Ferrer Monjo serà l’alcalde fins al 31 de gener de 2026, quan serà investida alcaldessa la candidata i portaveu del PSM, la Sra. Maria Jesús Bagur Benejam. | El 19 de juliol de 2024, en sessió extraordinària, prospera la moció de censura presentada conjuntament pel PSOE, PSM i Ciutadella Endavant amb 11 vots a favor i 10 en contra. D’aquesta forma, queda investit nou alcalde de l’Ajuntament de Ciutadella el regidor socialista Sr. Llorenç Ferrer Monjo, qui ocupà el númmero 3 de la candidatura municipal. L’acord subscrit entre les tres formacions progressistes ratifica que els tres anys de mandat restants, es dividirà l’alcaldia entre el PSOE i el PSM. Així, el Sr. Llorenç Ferrer Monjo serà l’alcalde fins al 31 de gener de 2026, quan serà investida alcaldessa la candidata i portaveu del PSM, la Sra. Maria Jesús Bagur Benejam. | El 19 de juliol de 2024, en sessió extraordinària, prospera la moció de censura presentada conjuntament pel PSOE, PSM i Ciutadella Endavant amb 11 vots a favor i 10 en contra. D’aquesta forma, queda investit nou alcalde de l’Ajuntament de Ciutadella el regidor socialista Sr. Llorenç Ferrer Monjo, qui ocupà el númmero 3 de la candidatura municipal. L’acord subscrit entre les tres formacions progressistes ratifica que els tres anys de mandat restants, es dividirà l’alcaldia entre el PSOE i el PSM. Així, el Sr. Llorenç Ferrer Monjo serà l’alcalde fins al 31 de gener de 2026, quan serà investida alcaldessa la candidata i portaveu del PSM, la Sra. Maria Jesús Bagur Benejam. | 5 |

### Membres corporacions municipals (2023-2027)

#### Corporació municipal XII Legislatura (2023-2027)
| Regidor o regidora | Càrrec | Partit polític | O |
| Equip de govern | Equip de govern | Equip de govern |   |
| --- | --- | --- | - |
| Llorenç Ferrer Monjo | Alcalde i regidor de Serveis econòmics, Serveis jurídics, Comunicació, Protocol i Edificis d’Administració General. | |   |
| Esther Mascaró Puntí | Primera tinent d'alcalde i regidora d'Ús de la via pública, Disciplina governativa, Salubritat pública, Turisme i Festes. | |   |
| M. Jesús Bagur Benejam | Segona tinent d'alcalde i regidora de Zones verdes i Jardins, Medi Ambient, Cementeris i Cultura. | |   |
| Carla Gener Marquès | Tercera tinent d'alcalde i regidora del Servei d'atenció a al ciutadania, Neteja de la via pública, Educació, Igualtat, Cooperació, Formació i Ocupació. | |   |
| Pere Fiol Benejam | Quart tinent d'alcalde i regidor de Transparència i tecnologies de la informació i comunicació | |   |
| Sandra Moll Taltavull | Regidora de Recursos Humans, Escorxador, Urbanisme i Activitats | |   |
| Regina Muntaner Fernández | Regidora | |   |
| Bernardo Casasnovas Mercadal | Regidor de Comerç, fires i mercats. | |   |
| Pepe Capella Pons | Regidor de Seguretat ciutadana, Mobilitat, Projecte de ciutat, Dinamització i Participació ciutadana | |   |
| Núria Pons Pons | Regidora d'Atenció Social i Joventut. | |   |
| Miquel Ametller Gomila | Regidor de Manteniment i millora via pública, Servei d'aigües i clavegueram i Esports | | 1 |
| Oposició | | |   |
| Juana Mari Pons Torres | Regidora a l'oposició i portaveu del PP | |   |
| Joan Benejam Escanellas | Regidor a l'opoisició | |   |
| Esperanza Juaneda Salord | Regidora a l'opoisició | |   |
| Raquel Pericás Negrete | Regidora a l'opoisició | |   |
| Miquel Fullana León | Regidor a l'opoisició | |   |
| M. Àngels Torres Ribot | Regidora a l'opoisició | |   |
| Nicolás Blanco Anglada | Regidor a l'opoisició | |   |
| Daniel Marqués Papurello | Regidor a l'opoisició | |   |
| Estefania Quintana Martínez | Regidora a l'opoisició | |   |
| Maite de Medrano de Olives | Regidora a l'oposició i portaveu de VOX | |   |
| Observacions | | |   |
| L'1 d'agost de 2024, en sessió extraordinària, es dóna compte de la renúncia de la regidora Sra. Estefania Moll Cardona per motius personals I profesionals. Fou substituïda pel número 6 de la candidatura municipal, el Sr. Miquel Ametller Gomila. Prengué possessió del càrrec el 5 de setembre de 2024 en sessió extraordinària. | L'1 d'agost de 2024, en sessió extraordinària, es dóna compte de la renúncia de la regidora Sra. Estefania Moll Cardona per motius personals I profesionals. Fou substituïda pel número 6 de la candidatura municipal, el Sr. Miquel Ametller Gomila. Prengué possessió del càrrec el 5 de setembre de 2024 en sessió extraordinària. | L'1 d'agost de 2024, en sessió extraordinària, es dóna compte de la renúncia de la regidora Sra. Estefania Moll Cardona per motius personals I profesionals. Fou substituïda pel número 6 de la candidatura municipal, el Sr. Miquel Ametller Gomila. Prengué possessió del càrrec el 5 de setembre de 2024 en sessió extraordinària. | 1 |

(Fins a la moció de censura del 19/07/2024)
| Regidor o regidora | Càrrec | Partit polític | O |
| Equip de govern | Equip de govern | Equip de govern |   |
| --- | --- | --- | - |
| Juana Mari Pons Torres | Alcaldessa i regidora dels Serveis jurídics, Servei d’Atenció a la Ciutadania, Compres i contractacions, Política comunicativa i protocol, Manteniment i Millora d’Edificis d’Administració General. | |   |
| Joan Benejam Escanellas | Primer tinent d'alcaldesa i regidor de Serveis econòmics, Transparència, Noves tecnologies, Millora i manteniment del Patrimoni, Urbanisme i Activitats. | |   |
| Esperanza Juaneda Salord | Segona tinent d'alcaldessa i regidora de Servei de Manteniment i millora de la via pública, Jardineria, Camins rurals, Servei d'aigües i clavegueram. | |   |
| Raquel Pericás Negrete | Tercera tinent d'alcaldessa i regidora de Recursos humans, Seguretat ciutadana, Ús de la via pública, Mobilitat sostenible, Formació i Ocupació. | |   |
| Miquel Fullana León | Regidor de Cultura, Projecte de ciutat, Dinamització, Participació ciutadana, Festes, Comerç, Fires i Mercats. | |   |
| M. Àngels Torres Ribot | Regidora de Consum, Cementeris, Salubritat pública, Atenció social. | |   |
| Nicolás Blanco Anglada | Regidor d'Escorxador, Esports i Joventut. | |   |
| Daniel Marqués Papurello | Regidor de Medi Ambient, Energies renovables i Turisme. | |   |
| Estefania Quintana Martínez | Regidora d'Educació, Neteja viària, Cooperació i Igualtat. | | 1 |
| Oposició | | |   |
| Sandra Moll Taltavull | Regidora a l'oposició i portaveu del PSOE. | |   |
| Llorenç Ferrer Monjo | Regidor a l'oposició. | |   |
| Regina Muntaner Fernández | Regidora a l'oposició. | |   |
| Bernardo Casasnovas Mercadal | Regidor a l'oposició. | |   |
| Esther Mascaró Puntí | Regidora a l'oposició. | |   |
| M. Jesús Bagur Benejam | Regidora a l'oposició i portaveu del PSM. | |   |
| Pere Fiol Benejam | Regidor a l'oposició. | |   |
| Pepe Capella Pons | Regidor a l'oposició. | |   |
| Núria Pons Pons | Regidora a l'oposició. | |   |
| Estefania Moll Cardona | Regidora a l'oposició. | |   |
| Carla Gener Marquès | Regidora a l'oposició i portaveu de Ciutadella Endavant. | |   |
| Maite de Medrano de Olives | Regidora a l'oposició i portaveu de VOX. | |   |
| Observacions | | |   |
| El 29 de juny del 2023, es produeix la renúncia al càrrec de regidor del Sr. Marc Marqués Llufriu després de l'actitud agressiva mostrada davant els agents de la policia local el 23 de juny del mateix any. Fou substituït per la número 10 de la candidatura municipal, la Sra. Estefanía Quintana Martínez. | El 29 de juny del 2023, es produeix la renúncia al càrrec de regidor del Sr. Marc Marqués Llufriu després de l'actitud agressiva mostrada davant els agents de la policia local el 23 de juny del mateix any. Fou substituït per la número 10 de la candidatura municipal, la Sra. Estefanía Quintana Martínez. | El 29 de juny del 2023, es produeix la renúncia al càrrec de regidor del Sr. Marc Marqués Llufriu després de l'actitud agressiva mostrada davant els agents de la policia local el 23 de juny del mateix any. Fou substituït per la número 10 de la candidatura municipal, la Sra. Estefanía Quintana Martínez. | 1 |

## Gastronomia
El menjar més destacat és el cuscussó. El cuscussó són unes postres típiques de Menorca, fetes amb mantega de vaca, mel, sucre, pa picat o molt, ametlla picada, canyella i ratlladura de llimona. Els seus orígens són àrabs i consisteixen en unes postres tradicionals nadalenques. Es tracta d'una recepta molt antiga. A part de com a postres, s'empra també com a farcit per a qualsevol tipus de carn —per exemple, el Gall dindi farcit de cuscussó, un altre plat de Nadal. Xocolata i ensaïmada és un berenar típic de Sant Joan.

## Àrees del nucli principal o adjacents amb denominació pròpia

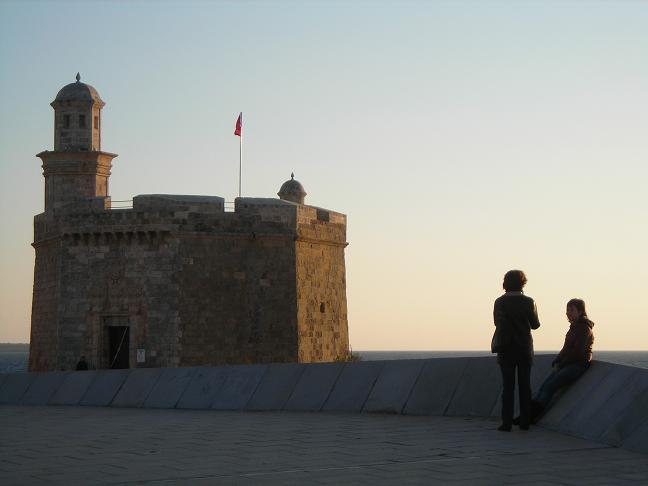
Castell de Sant Nicolau.

- 'el Ranxo' ('Grande') (barriada Joan Gelabert)
- Sa Coma (Ciutadella)
- Dalt sa Quintana
- Dalt els Penyals
- sa Farola
- Son Olèo (o So n'Olèo) (aplicable a tots els topònims Son)
- Es cavallitos
- Es nucli antic
- Baixamar
- Sant Nicolau (Ciutadella)

## Nuclis nous

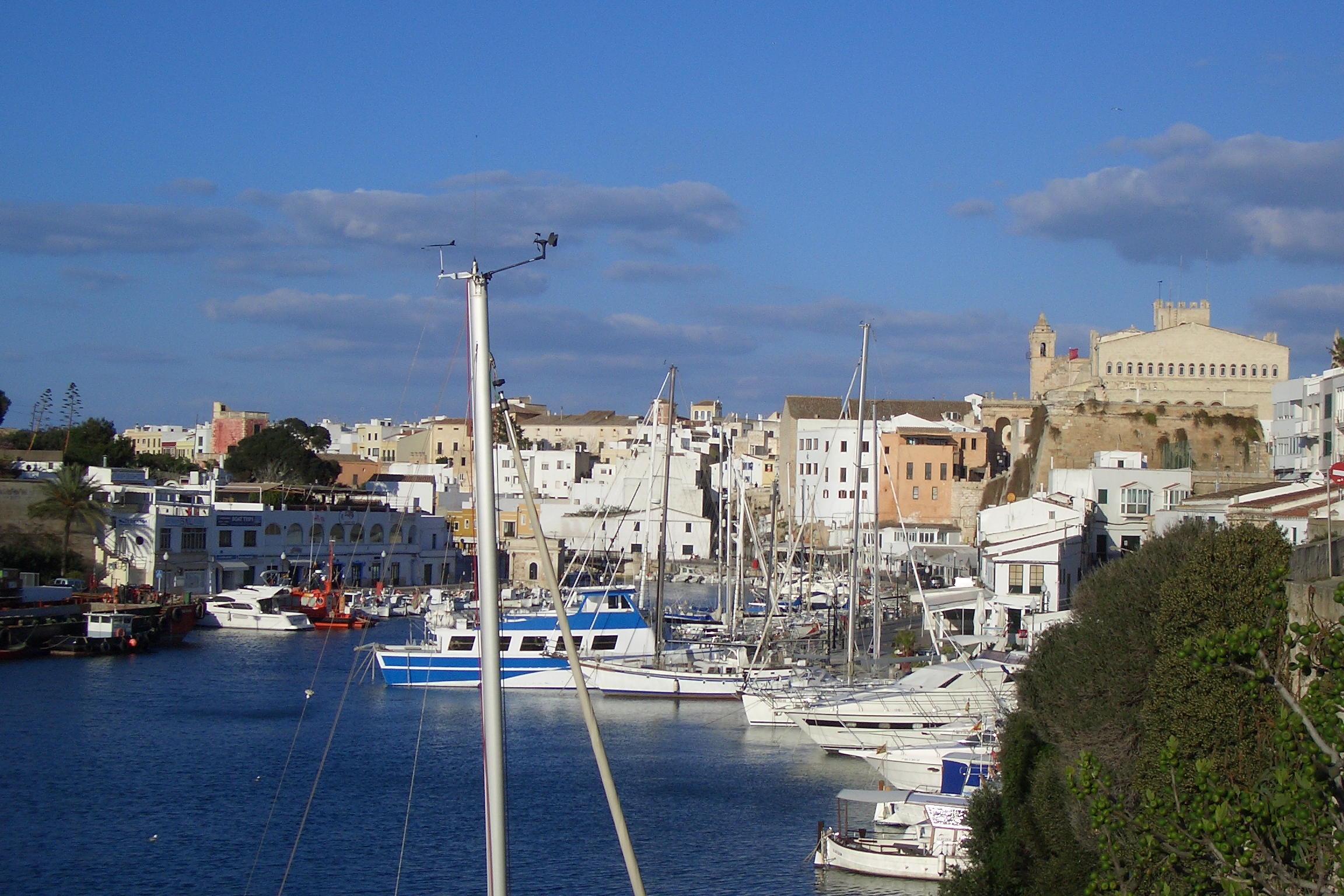
El port de Ciutadella amb la catedral al fons

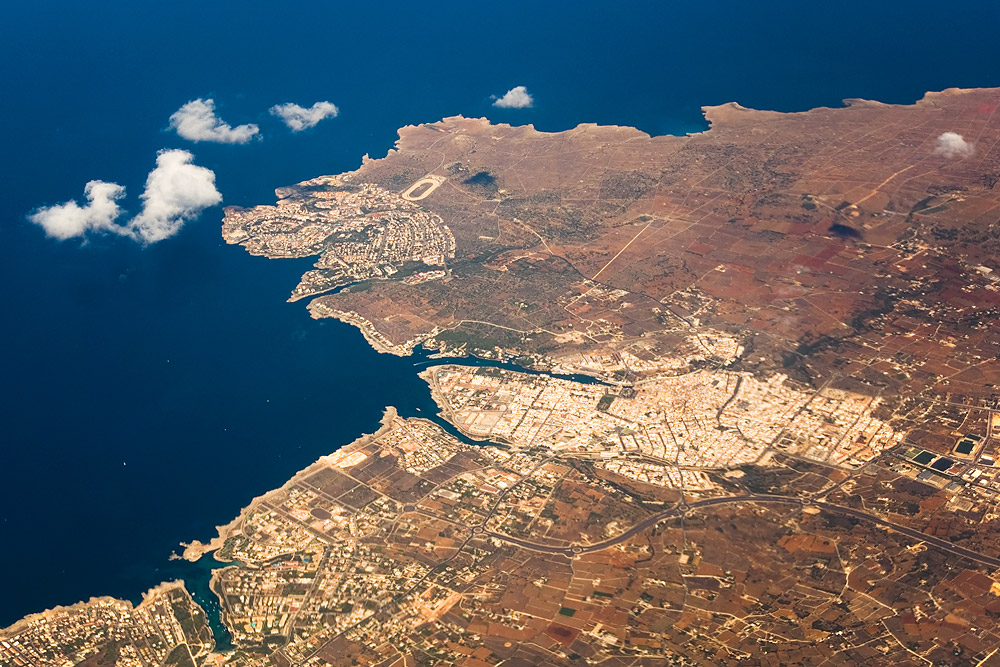
Ciutadella des de l'aire

- Cala Blanca
- Cala en Blanes
- Cala en Bosc
- Cala en Brut
- Cala en Forcat
- Cala Galdana
- Cala Morell
- Calespiques
- Caleta, sa/la
- Cap d'Artrutx
- Santandria
- Son Blanc
- Son Cabrisses
- Son Carrió
- Son Xoriguer
- Torre del Ram

## Llocs d'interès

### Monuments
- Naveta dels Tudons. És una naveta d'enterrament en forma de nau invertida construïda cap al 1000 aC. Està situada al lloc des Tudons, d'on rep el nom, i s'hi accedeix per la carretera Me-1 (Maó-Ciutadella).
- Catedral de Santa Maria. Església d'estil gòtic català, seu de la diòcesi de Menorca. Està situada a la part antiga de la ciutat, a la plaça de la Catedral, darrere la qual comença el carrer de ses Voltes.
- Plaça des Born
- Obelisc de Ciutadella. Obelisc realitzat el 1857, segons un projecte de l'historiador Rafael Oleo i Quadrado, pel mestre constructor Josep Mas i Llufriu. Es troba al centre de l'emblemàtica Plaça des Born.
- Teatre des Born. Teatre construït entre el 1873 i el 1875 sobre l'antiga caserna de cavalleria de la plaça des Born.
- Palau Salort
- Palau de Torre-Saura
- Ajuntament de Ciutadella
- Nucli antic de Ciutadella. Conjunt històric format per petits carrers, d'origen àrab i medieval. Es troba en el que, fins al segle xix, era la ciutat emmurallada. Delimita amb la Contramurada, un passeig que flanqueja l'antiga població. És l'espai on es troben la major part dels monuments de la ciutat. Està protegit com a Bé d'interès cultural (BIC).
- Claustre del Seminari
- Ses Voltes
- Mercat des peix
- Església del Sant Crist dels paraires
- Església dels Socors
- Museu Diocesà de Menorca
- Museu Pintor Torrent (col·lecció permanent)
- Museu Arqueològic
- Museu Municipal a can Saura
- Far de Punta Nati. Far construït el 1912 per evitar els naufragis a la costa nord de la Ciutadella.
- Castell de Sant Nicolau
- Pedreres de s'Hostal (Lithica)[4]

### Platges
Dins el terme municipal de Ciutadella podem trobar dos tipus de platges: platges en el nucli urbà i platges verges. Les primeres són les platges situades a l'entorn dels afores del municipi o a les urbanitzacions, i compten amb tota mena de serveis. Les segones són platges situades lluny del nucli urbà i de les zones urbanitzades del municipi, i no tenen cap tipus de servei per als usuaris.
Les principals platges de Ciutadella hi ha la Cala Parejals (Cova dels Pardals), Son Vell, Platja de Son Xoriguer, Cala en Bosch, Cala Blanca, Cala Santandria, Sa Caleta de Ciutadella, Cala d'es Degollador, Cala des Frares, Cala en Blanes, Cala en Brut, Cala en Forcat, Cales Piques, Cala Pous, Cala Es Morts, Codolar de Torrenova, Codolar d'en Bou, Cala Morell, Cala Fontanelles, Algaiarens, Platja des Bot, Cala en Carbó, Cala del Pilar i Sa Falconera d'Alfurinet.

## Festa Major
Les festes patronals en honor de Sant Joan se celebren el 23 i 24 de juny, conegut com «El dissabte del 24». Tracten de mantenir viu l'esperit medieval i hi participen els diferents estaments de la ciutat: la noblesa, el clergat, els menestrals i els pagesos, que són els grans protagonistes.
La festa comença el diumenge abans del dia 23 de juny. El be, que està adornat amb flocs de colors, i «S'homo des be» (el porta damunt l'espatlla durant tot el dia). S'homo des be i els caixers (fabioler, caixer fadrí —que porta la bandera de Sant Joan i pot ser pagès o menestral—, caixer casat, caixer pagès de tramuntana, caixer pagès de migjorn, el caixer senyor i la capellana) visiten cases de Ciutadella tot el dia. És tradició tocar el be, ja que diuen que dona bona sort.
El dia 23 de juny, de bon matí, comença l'arribada de cavalls dels llocs del voltant. De tota manera, no és fins passades les 14 hores, després de demanar el fabioler permís per començar el replec, quan comencen a prendre protagonisme els cavalls en les festes.

## Persones il·lustres
- Chiara Oliver (2004-) Cantante
- Onofre Rexach (1793-1868), compositor i organista.
- Josep Maria Quadrado Nieto (1819-1896), escriptor, periodista i arxiver.
- Josep Teodor Canet (1877-1936), polític.
- José Roberto Torrent Prats (1904-1990), pintor.
- Pere Melis Pons (1924-2005), mestre i pedagog.
- Aina Moll Marquès (1930-2019), filòloga.
- Joan Pons Álvarez (1946-), baríton.
- Maties Quetglas i Benedet (1946-), pintor.
- Sebastià Taltavull i Anglada (1948-), bisbe.
- Pau Faner Coll (1949-), escriptor.
- Cris Juanico (1967-), músic.
- Joan Francesc López Casasnovas (1952-2022), filòleg, poeta (amb el pseudònim de Pere Xerxa) i polític.